# Christopher Lehmpfuhl
Christopher Lehmpfuhl (* 1972 in Berlin) ist ein zeitgenössischer deutscher Plein-Air-Maler aus Berlin.

## Werdegang
Christopher Lehmpfuhls Mutter war Klavierlehrerin, sein Vater promovierter Physiker, seine zehn Jahre ältere Schwester Karena Collet ist heute als Kunst-Fotografin tätig. Nach dem Abitur studierte er von 1992 bis 1998 Malerei bei Professor Klaus Fußmann an der Hochschule der Künste (heute Universität der Künste). Sein Studium schloss er als Meisterschüler ab und erhielt dafür 1998 den GASAG Kunstpreis. Seit 1996 ist er freischaffender Maler. Seit 2005 ist er mit Erika Maxim-Lehmpfuhl (Kunsthistorikerin, Studiomanagerin und Mitarbeiterin) verheiratet, mit ihrer gemeinsamen Tochter leben sie in Berlin.

## Werkbetrachtung

### Der neue Typus des Plein-Air-Malers
Christopher Lehmpfuhl lehnt sich an die Tradition der Plein-Air-Malerei des Impressionismus an. Er malt vor seinem Bildmotiv, unter freiem Himmel, im urbanen Raum und in der freien Natur, im In- sowie Ausland, häufig während seiner Malreisen. Er vollendet seine Bilder immer vor Ort, ob in der Natur oder in der Stadt, bei jeder Wetterlage. Lehmpfuhl arbeitet mit Ölfarbe, die er mit den Händen pastos auf die Leinwand aufträgt und darauf modelliert. Häufig wiederkehrendes Thema in seinen Werken ist das Licht mit seinen wechselnden Stimmungen.

### Bildnerische Wirkung
Zu Beginn seiner Laufbahn arbeitete Lehmpfuhl überwiegend mit kleinen Formaten, die mit den Transportmöglichkeiten wuchsen. Heutzutage handelt es sich bei seinen Bildern meist um große Hoch- und Querformate, in denen er seine Motive in Panoramen, Ausschnitten und Nahansichten wiedergibt. Seine Ölbilder kennzeichnet eine haptische Bildoberfläche, die einen reliefartigen und skulpturalen Charakter aufweist. Durch die Kombination aus dem dicken Farbauftrag und den ausschnitthaften Bildmotiven ergibt sich ein Spiel mit Figuration und Abstraktion. Aus der Nähe betrachtet wirken die Bildgegenstände grob und unscharf. Erst aus einigen Metern Entfernung erscheinen die abstrakten Materialbilder und dicht-kompakten Farbmassen als Landschaften und urbane Räume mit plastischer Dreidimensionalität.

## Ausstellungen (Auswahl)

### Einzelausstellungen
- 1996: Galerie am See, Potsdam
- 1998: Galerie Ludwig Lange, Berlin; GASAG Berlin
- 1999: Galerie Netuschil, Darmstadt
- 2000: Galerie Sebastian Drum, Schleswig, Galerie Schloss Mochental, Ehingen
- 2002: Galerie Baumgarte, Bielefeld; Galerie Schloss Neuhaus, Salzburg
- 2003: Galerie Ludwig Lange, Berlin; Städtische Galerie, Wangen; Galerie Meyer, Lüneburg
- 2004: Galerie Hoopmann, Amsterdam, Kulturzentrum Ponta del Gada, Azoren
- 2005: Galerie Lange, Berlin; Kunstverein Hohenaschau, Aschau; Galerie Schottelius European Fine Arts, San Francisco; Galerie Schrade, Karlsruhe
- 2006: Fähre, Bad Saulgau; Galerie Schrade & Blashofer, Karlsruhe
- 2007: Ernst-Ludwig-Kirchner Kunstverein, Fehmarn
- 2007: Residenz, München, anlässlich der Verleihung des Kunststipendiums der Bayerischen Akademie der Schönen Künste
- 2007: Ray Hughes Gallery, Sydney
- 2008: Galerie Meier, Freiburg; Galerie Sundermann, Würzburg, Galerie Ludorff, Düsseldorf
- 2009: Galerie Carzaniga, Basel; Nordsee Museum Husum, Nissenhaus
- 2010: Galerie Herold, Hamburg; Kunstverein Osterholz, Osterholz-Scharmbeck; Alte Münze, Berlin, Kunst-Kabinett Usedom, Benz
- 2011: Krefelder Kunstverein; Gut Altenkamp, Papenburg; Galerie Ludorff, Düsseldorf
- 2012: Galerie Berlin, Berlin; Alte Münze Berlin, Eröffnung durch Kulturstaatsminister Bernd Neumann
- 2013: Baumhaus, Wismar; Kunstverein Coburg; Kunstverein der Stadt Glauchau
- 2014: Galerie Bode, Nürnberg; Ostholstein Museum, Eutin; Nordsee-Museum, Nissenhaus, Husum; Galerie Ludorff, Düsseldorf
- 2015: Bode Project Space, Daegu; Box Freiraum, Berlin; Galerie Schrade, Karlsruhe
- 2016: Rudolf Stolz-Museum, Sexten; European School of Management, Berlin; Kurt Tucholsky Literaturmuseum, Schloss Rheinsberg, Robert-Köppe Haus, Schieder-Schwalenberg, Museum Bensheim
- 2017: Galerie Schrade, Mochental, Ehingen; Galerie im Fruchtkasten, Kloster Ochsenhausen; Präsentation im Foyer des Humboldtforums im Rahmen des Spendentages; Fabrik der Künste, Hamburg
- 2018: Galerie Ludorff, Düsseldorf; Große Werkschau vom Schlossplatz-Zyklus in der U5 „Unter den Linden“ in Kooperation mit Bertelsmann und PPG U5; Kunsthaus Hänisch, Kappeln
- 2019: Museum Würth, Künzelsau; Galerie Carzaniga, Basel, Galerie Netuschil, Darmstadt; Barnachhalle K, Hamburg
- 2020: Galerie Kornfeld, Berlin; Galerie Ludorff, Düsseldorf; Fabrik der Künste, Hamburg; Galerie Urs Reichlin, Zug; Galerie Noah, Augsburg
- 2021: Museum für Kunst und Kulturgeschichte Schloss Gottorf: Farbrausch. Christopher Lehmpfuhl, Schleswig; Museum Würth Rioja (Spanien): Pathos – Christopher Lehmpfuhl in der Sammlung Würth
- 2023: Galerie Ludorff, Düsseldorf; Museum Würth Arlesheim (Schweiz)

### Gruppenausstellungen
- 1997: Artarmon Gallery, Sydney
- 2000: Galerie Schloss Mochental, Ehingen
- 2001: Große Kunstausstellung, Haus der Kunst, München
- 2003: Grenzlandausstellung, Apenrade
- 2004: Altonaer Museum, Hamburg
- 2007: Galerie Meyer, Lüneburg
- 2008: Galerie im Elysee, Hamburg
- 2009: Internationales Maritimes Museum Hamburg
- 2010: Peter Behrens-Bau, Frankfurt-Höchst
- 2011: Georg Kolbe Museum, Berlin; Museum Würth, Künzelsau
- 2012: Galerie Bode, Nürnberg2011: Berliner Stadtimpressionen heute in der Bildenden Kunst Staatskanzlei Berliner Rathaus
- 2013: Schloss Gottorf, Schleswig; Krefelder Kunstverein, Krefeld
- 2014: Stadtmuseum Langenfeld
- 2015: Galerie Lebon, Paris
- 2016: Kunsthalle Würth, Schwäbisch Hall; Kunstverein Kreis Gütersloh, Gütersloh; Museum Würth, Chur
- 2017: Kunsthalle Würth, Schwäbisch Hall; Galerie Urs Reichlin, Zug
- 2018: Kunstmix, Kopenhagen; Sammlung Hurrle, Durbach; Schloss Gottorf, Schleswig
- 2020: König Galerie, Berlin

## Kunstpreise und Stipendien
- 1998: GASAG-Kunstpreis
- 2000: Franz-Joseph-Spiegler-Preis, Schloss Mochental, Ehingen
- 2001: Kunstpreis „Salzburg in neuen Ansichten“, Schloss Neuhaus, Salzburg
- 2006: Kunstpreis der Bayerischen Akademie der Schönen Künste
- 2010: Atelierstipendium Wollerau, Peach Propertys Group, Schweiz
- 2011: Kunstpreis der Kulturstiftung der Sparkasse Karlsruhe
- 2013: Kunstpreis der Schleswig-Holsteinischen Wirtschaft an die Norddeutschen Realisten
- 2018: Baumkunstpreis der Schleswig-Holsteinischen Landesmuseen, Schloss Gottorf
- 2019: Wolfgang Klähn-Preis; Publikumspreis an die Norddeutschen Realisten auf der NordArt

## Mitgliedschaften und Lehrtätigkeiten
- 1998: Mitglied im Verein Berliner Künstler
- 1999: Mitglied im Künstlersonderbund (2001–2007 Tätigkeit im Vorstand und Führung diverser Künstlergespräche mit dessen Mitgliedern)
- Seit 2001: Lehrtätigkeiten an der Staatlichen Zeichenakademie, Hanau
- 2002: Mitglied in der Neue Gruppen, München
- Seit 2003: Mitglied bei den Norddeutschen Realisten
- Seit 2004: Lehrtätigkeiten an der Akademie Vulkaneifel, Steffeln
- Seit 2006: Lehrtätigkeiten an der Akademie für Malerei, Berlin

## Arbeiten in öffentlichen Sammlungen
Christopher Lehmpfuhls Arbeiten finden sich in vielen Sammlungen, so zum Beispiel:
- Allianz Berlin
- Bundesministerium für Umwelt, Naturschutz, Bau- und Reaktorsicherheit, Berlin
- Deutscher Bundestag, Berlin
- Deutsches Institut für Normung e. V. (DIN), Berlin
- GASAG, Berlin
- Sammlung Haas, Berlin
- Sammlung Mache, Witten
- Sammlung Oberwelland, Berlin
- Sammlung Hurrle, Durbach
- WestLB AG, Düsseldorf
- Kunsthalle Emden
- Sammlung Schües, Hamburg
- Mecklenburgische Versicherungsgruppe, Hannover
- NORD/LB, Hannover
- NordseeMuseum Husum
- Itzehoer Versicherungen, Itzehoe
- Badisches Landesmuseum, Karlsruhe
- Städtische Galerie, Karlsruhe
- ZKM, Karlsruhe
- Sparkassenstiftung Schleswig-Holstein, Kiel
- Kölnisches Stadtmuseum, Köln
- Schloss Gottorf, Schleswig
- Sammlung Würth, Schwäbisch Hall
- Kunsthalle Schweinfurt
- Nolde Stiftung, Seebüll
- Kunstmuseum Solingen
- Ulmer Museum, Ulm
- Sammlung Bindella, Zürich[13]

## Publikationen
- „Farbrausch“, Imhof Verlag, Petersberg, 2021, 236 Seiten
- „Still-Lebendige-Stadt-Landschaften“, Galerie Urs Reichlin, Zug, 2020, 56 Seiten
- „Licht / Blicke“, Galerie Kornfeld, Berlin 2020, 24 Seiten

- „Zwischen Pathos und Pastos – Christopher Lehmpfuhl in der Sammlung Würth“, Swiridoff Verlag 2019, 116 Seiten
- „Von der Stadt in die Berge“, Galerie Carzaniga, Basel 2019, 63 Seiten
- „Malreise nach Sylt“, Galerie Müllers, Rendsburg 2019, 39 Seiten
- „Malreise nach Irland“, Galerie Müllers, Rendsburg 2018, 55 Seiten
- „Aquarelle. Watercolours“, Galerie Tobias Schrade, Ulm 2018, 71 Seiten
- „Vor Ort. Neue Bilder“, Galerie Ludorff, Düsseldorf 2018, 80 Seiten
- „Herbstklänge“, Galerie Schrade, Karlsruhe 2018, 55 Seiten
- „Christopher Lehmpfuhl in Georgien“, Galerie Kornfeld, Berlin 2018, 87 Seiten
- „Das Licht des Nordens“, Galerie Müllers, Rendsburg 2017, 71 Seiten
- „Schwabenritt“, Galerie Schloss Mochental, Ehingen 2016, 55 Seiten
- „Plein-Air-Malerei in den Dolomiten“, Hirmer Verlag, München 2016, 120 Seiten
- „Sylt im Licht“, Galerie Müllers, Rendsburg 2016, 40 Seiten
- „Die Farben des Schnees“, Kunstmuseum Bensheim, Bensheim 2016, 44 Seiten
- NZZ Edition Nr. 1, Neue Zürcher Zeitung, Zürich 2016, 20 Seiten
- „Meer. Berge. Plein Air Malerei“, hg. von Erika Maxim-Lehmpfuhl und Christopher Lehmpfuhl, Berlin 2014, 136 Seiten
- „Von Speyer bis zum Bodensee“, Galerie Schrade, Schloß Mochental 2013, 64 Seiten
- „Vier Jahreszeiten“, Galerie Netuschil, Darmstadt 2013, 56 Seiten
- „Berlin Plein Air. Malerei 1995 – 2010“, hg. von Erika Maxim-Lehmpfuhl, Berlin 2011, 456 Seiten
- „Bilder aus der Schweiz“, Galerie Carzaniga, Basel 2011, 48 Seiten[14]

## Malreisen
Australien, Ägypten, Azoren, China, Dänemark, Deutschland, Frankreich, Georgien, Indien, Irland, Island, Italien, Lappland, Malaysia, Mexiko, Nepal, Neuseeland, Niederlande, Österreich, Portugal, Rumänien, Schweiz, Spanien, Südkorea, USA.